# Boissy-Saint-Léger
Boissy-Saint-Léger är en kommun i departementet Val-de-Marne i regionen Île-de-France i norra Frankrike. Kommunen ligger i kantonen Boissy-Saint-Léger som tillhör arrondissementet Créteil. År 2022 hade Boissy-Saint-Léger 17 335 invånare.

## Befolkningsutveckling
Antalet invånare i kommunen Boissy-Saint-Léger
| Referens: INSEE |